# 維澤梅

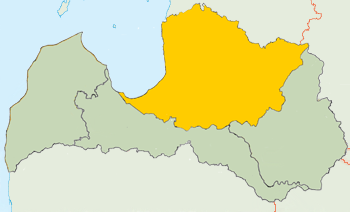

維澤梅是拉脫維亞的一個歷史文化分區，意為中央之地。主要指道加瓦河以北的中北部地區。在歷史上這裡曾有部分地區屬瑞典統治。1721年之後成為俄羅斯領土。第一次世界大戰之後，這裡被拉脫維亞和愛沙尼亞兩國瓜分。